# Peter Welnhofer
Peter Welnhofer (* 19. Dezember 1948 in Passau) ist ein bayerischer Landespolitiker der CSU.

## Biografie
Peter Welnhofer machte 1968 Abitur am Albertus-Magnus-Gymnasium in Regensburg. Danach studierte er in Bonn und Regensburg Rechtswissenschaften. Er legte 1975 die zweite juristische Staatsprüfung ab. Von 1976 bis 1986 versah er den Dienst in der allgemeinen inneren Verwaltung und als Richter am Verwaltungsgericht Regensburg.
1967 trat Welnhofer der CSU bei. 1972 wurde er Kreisvorstandsmitglied der Regensburger CSU. Seit 1988 ist Welnhofer Mitglied im Landesvorstand des Arbeitskreises Polizei der CSU. 1991 wurde er zum Kreisvorsitzenden der CSU Regensburg-Stadt gewählt. Dieses Amt bekleidete er bis Anfang 2008. 1978 wurde er erstmals in den Stadtrat von Regensburg gewählt, dem er seither ununterbrochen angehört, 1984 bis 1990 war er Vorsitzender der Regensburger CSU-Rathausfraktion.
Am 12. Oktober 1986 wurde Peter Welnhofer für den Stimmkreis Regensburg-Stadt in den Bayerischen Landtag gewählt und hat dieses Mandat bis zum September 2008 behalten. Er war Mitglied im Vorstand der CSU-Landtagsfraktion, stellvertretender Vorsitzender des Ausschusses für Verfassungs-, Rechts- und Parlamentsfragen, Mitglied des Ältestenrats sowie Mitglied der Richterwahl-Kommission. Zur Landtagswahl in Bayern 2008 stand der erst 59-Jährige nicht mehr zur Wahl. Grund für seinen weitgehenden Rückzug aus der aktiven Politik war neben erbitterten Machtkämpfe innerhalb der tief zerrissenen Regensburger CSU die schwere Krebserkrankung seiner ersten Ehefrau.
Als Rechtsvertreter des Bayerischen Landtages war Welnhofer Beteiligter bei einer Verfassungsklage, die zu Ungunsten der Bayerischen Staatsregierung entschieden wurde. Am 27. Oktober 1998 erklärte das Bundesverfassungsgericht weite Teile des Bayerischen Schwangerenhilfeergänzungsgesetz (BaySchwHEG) vom 9. August 1996 für verfassungswidrig. Zwei bayerische Ärzte hatten am 21. November 1996 in Karlsruhe Verfassungsbeschwerde gegen den „bayerischen Sonderweg“ eingelegt.
Peter Welnhofer leitete am 5. Februar 2003 die turbulente Wahlversammlung des CSU-Ortsverbandes München-Perlach, die später die „Münchner CSU-Affäre“ um Stimmenkauf und Wahlmanipulation auslöste. Am 12. Mai 2005 sagte er vor dem Untersuchungsausschuss des Bayerischen Landtages aus, die Wahlversammlung sei schwierig und voller Spannungen verlaufen, „sie wäre beinahe geplatzt“.
Am 1. Februar 2006 meldete der Münchner Merkur, Welnhofer sei vom Amtsgericht Regensburg wegen Verkehrsgefährdung und Unfallflucht zu einer Geldstrafe von 4800 Euro und einem dreimonatigen Fahrverbot verurteilt worden.
Welnhofer ist nichtberufsrichterliches Mitglied des Bayerischen Verfassungsgerichtshofes, Mitglied im Kuratorium der Universität Regensburg und im Kuratorium der Hochschule Regensburg. Außerdem ist er seit 1973 Mitglied der Deutsch-Italienischen-Dante-Alighieri-Gesellschaft Regensburg e. V.
Seit Januar 2010 ist er in Regensburg als Rechtsanwalt mit Schwerpunkt Wirtschaftsrecht tätig.
2013 machte Peter Welnhofer in der sogenannten „Verwandtenaffäre“ von sich reden. Er hatte als bayerischer Landtagsabgeordneter kurz vor Inkrafttreten eines Beschäftigungsverbotes für nahe Angehörige im Jahr 2000 seine erste Frau ein Jahr zuvor sowie seine Tochter noch am 30. März 2000 angestellt. Die Beschäftigungsverhältnisse endeten im Jahr 2009.

## Familie und Privates
Peter Welnhofer ist seit 2009 verwitwet und seit 2011 in zweiter Ehe mit Heidi Welnhofer verheiratet. Sie haben zusammen fünf Kinder und leben in Regensburg.

## Auszeichnungen
- Universitätsmedaille „Bene merenti“, Universität Regensburg[8]
- 2014: Silberne Bürgermedaille, Stadt Regensburg[9]